# レッドリボン (ケーキ屋)

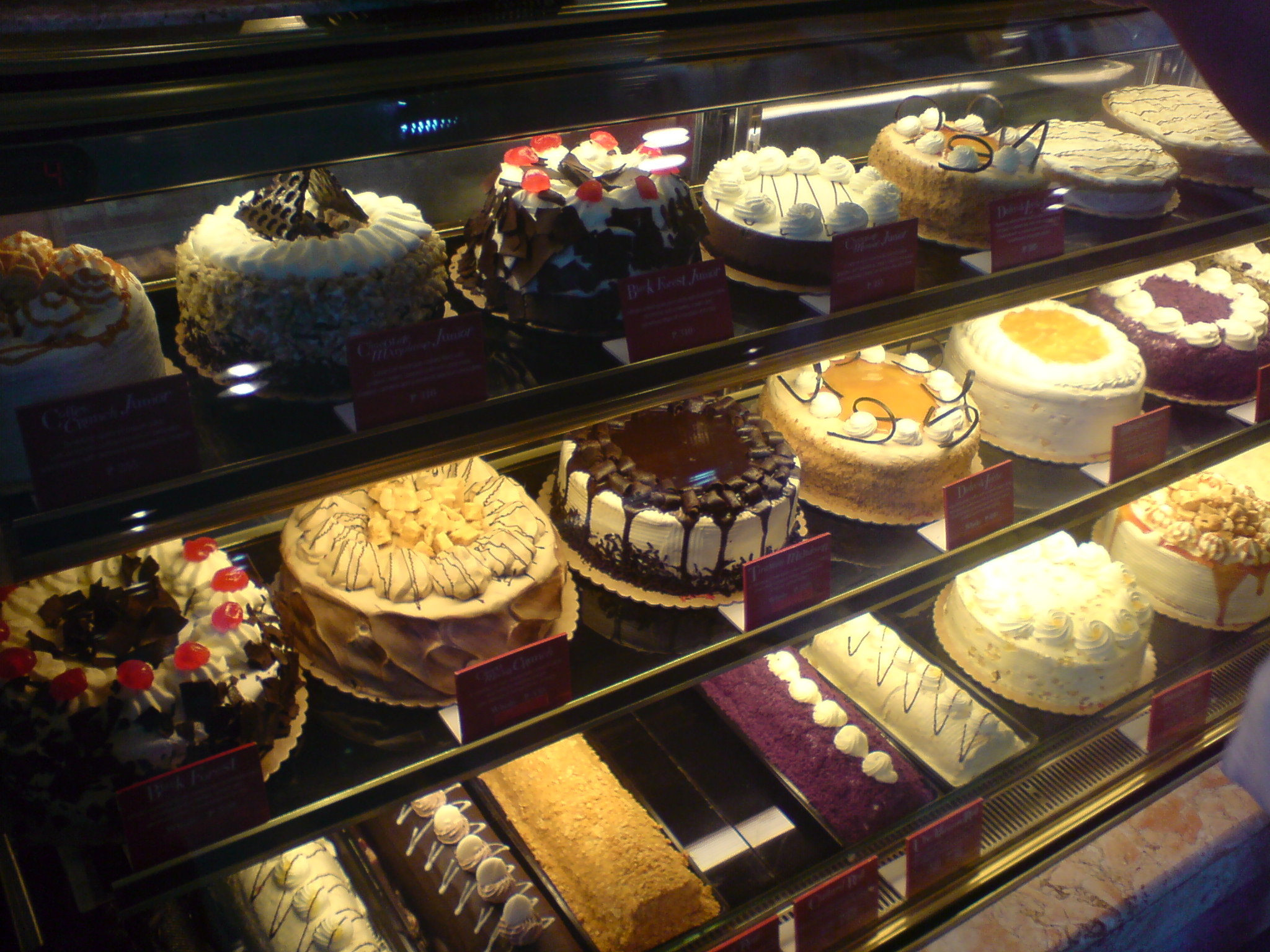
レッドリボンのケーキ

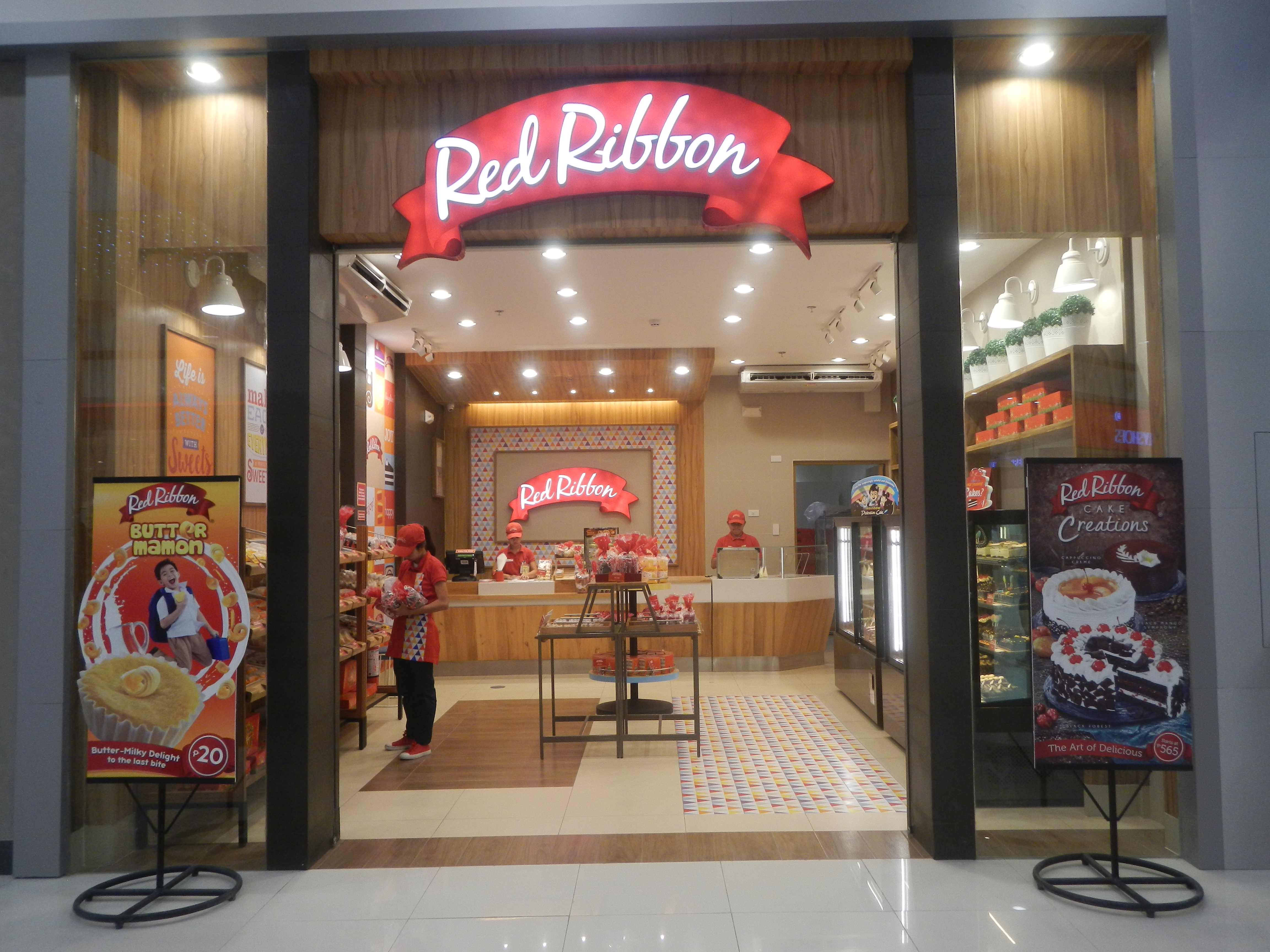
レッドリボンの店舗

レッドリボン（英語: Red Ribbon Bakeshop）とは、フィリピンのケーキのチェーンで、ジョリビーと同じくジョリビー・フード・コーポレーションによる運営である。また、同じくフィリピンのケーキ屋であるGoldilocksとはライバル関係でもある。現在はフィリピンの他にアメリカ、中国（香港）、ベトナム、インドネシア、ブルネイ、サウジアラビア、カタール、クウェート、シンガポール、バーレーン、北マリアナ諸島、パプアニューギニア、台湾、UAEに進出している。日本進出も予定している。